# Stary Oskol
Stary Oskol  (en russe : Старый Оскол) est une ville de l'oblast de Belgorod, en Russie, et le centre administratif du raïon Staroskolski. Sa population s'élevait à 223 921 habitants en 2020.

## Géographie
Stary Oskol se trouve à 117 km au nord-est de Belgorod et à 496 km au sud de Moscou, sur les rives de la rivière Oskol.

## Histoire
Stary Oskol fait à l'origine partie de la ligne de fortification créée autour de Moscou en 1593. La ville a été conquise par les Tatares et les Polonais. La ville a également été le théâtre de combats durant la guerre civile en 1919 et durant la Seconde Guerre mondiale.
L'industrialisation et la croissance démographique sont des phénomènes postérieurs à la Seconde Guerre mondiale, liés à la création d'une aciérie en 1975.
Le 2 juillet 2024, les médias ukrainiens rapportent qu'un drone a frappé l'usine électrométallurgique d'Oskol, la seule entreprise métallurgique à cycle complet de Russie, située à Stary Oskol.

## Population
Recensements ou estimations de la population :
| 1856  | 1897*  | 1926*  | 1939*  | 1959*  | 1970*  |
| ----- | ------ | ------ | ------ | ------ | ------ |
| 7 500 | 15 617 | 20 180 | 10 946 | 27 474 | 51 533 |

| 1979*   | 1989*   | 2002*   | 2010*   | 2013    | 2014    |
| ------- | ------- | ------- | ------- | ------- | ------- |
| 114 946 | 173 917 | 215 898 | 221 085 | 220 816 | 220 630 |

| 2015    | 2016    | 2017    | 2018    | 2019    | 2020    |
| ------- | ------- | ------- | ------- | ------- | ------- |
| 221 254 | 222 125 | 223 360 | 224 153 | 223 809 | 223 921 |

## Économie

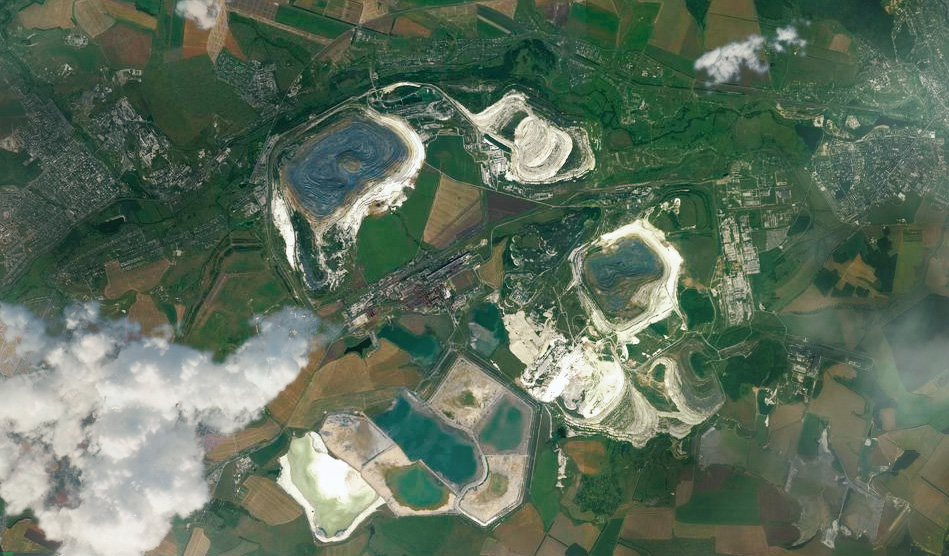
Carrières Lebedinsky et Stoilensky pour l'extraction du minerai de fer (sombre). A gauche se trouve la ville de Gubkin, à droite se trouve la ville de Stary Oskol.

Stary Oskol se trouve non loin de l'anomalie magnétique de Koursk, l'un des plus importants gisements de fer dans le monde. La production de plus de 8 millions de tonnes d'acier par an et la transformation de l'acier ont apporté une relative richesse à l'agglomération ces cinquante dernières années. Les principales entreprises de la ville sont :
- SGOK : OAO Stoïlenski Gorno-obogatitelny Kombinat (ОАО "Стойленский горно-обогатительный комбинат") : extraction et préparation du minerai de fer[4].
- OEMK : OAO Oskolski Elektrometallourguitcheski Kombinat (ОАО "Оскольский электрометаллургический комбинат") : acier[5].

## Sports
Stary Oskol est la ville adoptive du champion de combat libre Fedor Emelianenko.

## Jumelages
- Salzgitter (Allemagne)